# 索特爾
索特尔（英語：Sauteurs），又译索托，是格林納達的城市，也是聖帕特里克區的首府，位於該國北部，始建於1650年。其名称来自法文，意为“跳海者”，即1651年法国殖民者登岛後，遭到当地原住民反抗，原住民最终跳海身亡:1251。